# Иван Зайц
Иван Зайц (на хърватски: Ivan Dragutin Stjepan Zajc), (3 август 1832 – 16 декември 1914 г.), е хърватски композитор, диригент, режисьор, музиковед и преподавател. Наричан също „Хърватският Верди“.

## Биография
Роден е в Риека на 13 август 1832 г., когато градът все още е наричан с италианското си име Фиуме. Много отрано показва музикална дарба и започва да изучава пиано и цигулка от 5-годишна възраст. От 6-годишен излиза на сцена, на 12-годишна възраст композира първата си музикална творба.
Въпреки ранния му успех на това поприще баща му Йохан Зайц, диригент на военния оркестър, се противопоставя на идеята синът му да се отдаде на музикална кариера и настоява той да учи право. Благодарение на подкрепата на преподавателите си по музика Иван все пак се записва в Миланската консерватория през 1850 г. Завършва я успешно през 1855 г. и пред него се очертава добро бъдеще в Италия, но смъртта на родителите му го принуждава да се върне в Риека.
В родния си град заема поста концертмайстор на Градския театър и едновременно с това преподава по струнни инструменти. През 1860 г. написва операта „Амелия“ по драмата на Фридрих Шилер „Разбойници“ (Die Räuber, 1781), която жъне голям успех.
През 1857 г. сключва брак с 18-годишната словенка Наталия Есенко и в същата година се ражда дъщеря им Анна, а 3 години по-късно и синът им Кармело.
Между 1862 и 1870 г. Зайц работи във Виена. Основно пише оперети, първата от които – „Екипажът на борда“ (Mannschaft an Bord, 1863), е приета добре от публиката, а със следващите си произведения успява да затвърди репутацията си на талантлив композитор. Именно във Виена обаче той започва сериозно да се интересува от възраждането на хърватската култура и активно участва в хърватското академично общество „Велебит“ (наречено така в чест на красивата хърватска планина Велебит).
Патриотичната тема оказва толкова силно въздействие върху Зайц, че той предпочита да се върне в родината си пред възможността да се изявява на световната сцена и се установява в Загреб през 1870 г. Назначен е за директор и главен диригент на Загребската опера (заема този пост до 1889 г.) и едновременно с това за директор на Хърватския институт по музика (до 1908 г.).
От този период са оперите му „Никола Шубич Зрински“ (Nikola Šubić Zrinski, 1876), посветена на Битката при Сигетвар против османците, в която хърватите са предвождани от героя Никола Зрински, известен още като Миклош Зрини, и „Лизинка“ (Lizinka, 1878) по мотиви на Пушкин. Създава също многобройни меси, инструментални пиеси, хорова музика, кантати, романси и др. Зайц е първият директор на Хърватския национален театър в Загреб.
През 1880 г. получава званието почетен гражданин на Загреб.
Иван Зайц умира в Загреб на 16 декември 1914 г. Днес името му носи Хърватският национален театър в Риека.

## Произведения
- La tirolese (премиера в Милано на 4 май 1855 г.)
- Amelia ossia Il bandito (премиера в Риека, 24 април 1860 г.)
- Mannschaft an Bord (Виена, 15 декември 1863 г.)
- Fitzliputzli (Виена, 5 ноември 1864 г.)
- Die lazzaroni vom Stanzel (Виена, 4 май 1865 г.)
- Die Hexe von Boissy (Виена, 24 април 1866 г.)
- Nachtschwärmer (Виена, 10 ноември 1866 г.)
- Das Rendezvous in der Schweiz (Виена, 3 април 1867 г.)
- Das Gaugericht (Виена, 14 септември 1867 г.)
- Nach Mekka (Виена, 11 януари 1868 г.)
- Somnambula (Виена, 21 януари 1868 г.)
- Schützen von einst und jetzt (Виена, 25 юли 1868 г.)
- Meister Puff (Виена, 22 май 1869 г.)
- Mislav (Загреб, 2 февруари 1870 г.)
- Ban Leget (Загреб, 16 юли 1872 г.)
- Der gefangene Amor (Виена, 12 септември 1874 г.)
- Nikola Šubić Zrinski (Загреб, 4 ноември 1876 г.)
- Lizinka (Загреб, 12 ноември 1878 г.)
- Der Wildling (Загреб, 23 септември 1905 г.)
- Prvi grijeh (Загреб, 25 април 1907; 18 декември 1912 г.)
- Oče naš (Загреб, 16 декември 1911 г.)
- Morje
- Prihod Hrvatov
- Pan Twardowski